# Heldenfort
Heldenfort (Russisch: крепость-герой, krepost'-geroij) was een in de Sovjet-Unie verleende eretitel. De titel werd slechts eenmaal verleend. De keuze viel in 1965 op het fort van Brest in Brest-Litovsk dat de Duitse aanval in 1941 enige tijd weerstond.